# 牛窓オリーブ園
牛窓オリーブ園（うしまどオリーブえん）は岡山県瀬戸内市牛窓町にある植物園。日本オリーブ株式会社が運営している。
敷地面積は約10ヘクタール。オリーブの成木約2,000本を栽培しており、小豆島オリーブ園と並び日本最大規模を誇る。主要栽培品種はネバディロブランコ・ミッション・マンザニロ・ルッカ・アルベキナなど。

## 特徴
牛窓オリーブ園のオリーブは主に食用・化粧用として使用されている。瀬戸内市の特産であると共に、オリーブ園から見えるその美しい景観から観光名所でもある。特に牛窓オリーブ園山頂広場からの眺望は、「日本のエーゲ海」と呼ばれる。
毎年10月第四土曜日に「牛窓オリーブ収穫祭」が行われる。オリーブの収穫体験、搾油実演やテイスティング、大鍋パエリアなどオリーブ料理などオリーブに関する催しが行われ、入場は無料。2020年は第27回だったが、新型コロナウィルス感染症による社会情勢に配慮され、開催中止となり、動画配信イベントとなった。
オリーブ園内ではオリーブ製品を買うことが出来る。
牛窓オリーブ園産のオリーブを使用したエキストラバージンオリーブオイルは2種ある。
ニューヨーク国際オリーブオイルコンテスト2021では「エキストラバージンオリーブオイルうしまどスペリオル」「エキストラバージンオリーブオイルうしまど」とも金賞を受賞。
2018年（平成30年）3月24日に牛窓港一帯はみなとオアシスの登録をしていて、当園はみなとオアシス牛窓を構成する施設の一である。

## 歴史
岡山有数の商人だった服部和一郎は、「オリーブは栄養がよく、薬用にもなり、灯火にもなり、自然も守る」と考えた。太平洋戦争中の1942年（昭和17年）、服部が牛窓の丘陵地に作ったオリーブ畑が今日の牛窓オリーブ園の始まりと考えられている。
第二次世界大戦中、軍部から食糧増産のために所有する山林を畑に開墾するよう要請があった。その要請に服部和一郎は山をすべて畑にすると緑が失われると憂い、開墾した一部にオリーブの栽培を考えた。オリーブは香川県の小豆島で栽培されており、牛窓でも可能だと確信した。1942年、瀬戸内を見下ろす阿弥陀山の松林を開墾し、小豆島から約30本の苗木を植え、やがて800本までに増やした。「創業100年企業の経営理念」入野和生　より
牛窓オリーブ園内の「幸福の鐘」は会社創立50周年を記念して設置されたもの。
1984年よりJAPAN牛窓国際芸術祭が行われ、牛窓オリーブ園は主会場となった。事業資金のほとんどは牛窓オリーブ園創始者服部和一郎の長男である服部恒雄の個人資金で運営された。
画家の佐竹徳はオリーブ園内にアトリエを構えており、1959年（昭和34年）から約40年間にわたって牛窓オリーブ園の絵を描き続けた。
牛窓町がエリアとして恋人の聖地に認定され、2012年8月1日に認定プレートが牛窓オリーブ園内に設置された。

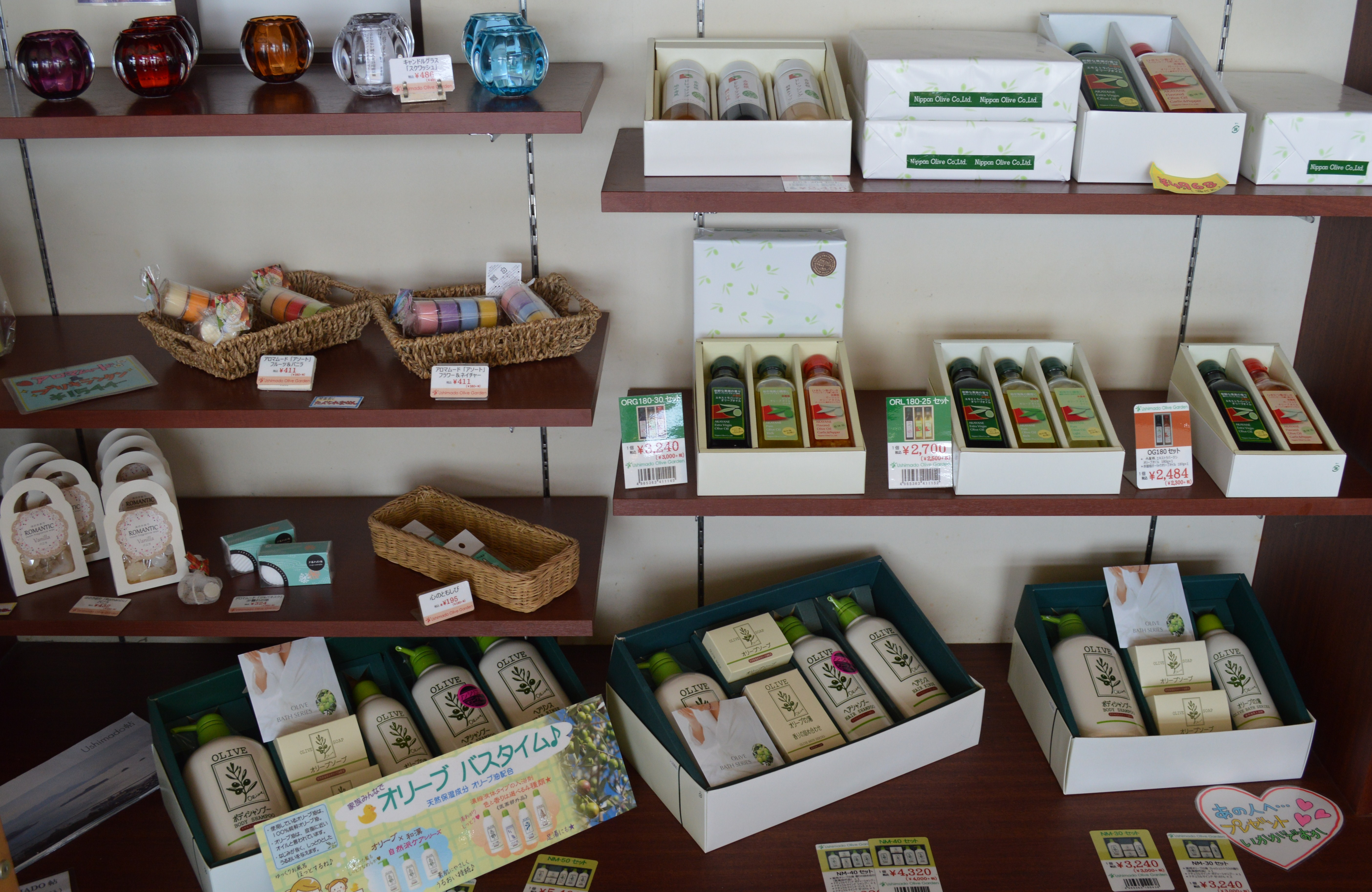
牛窓オリーブショップ
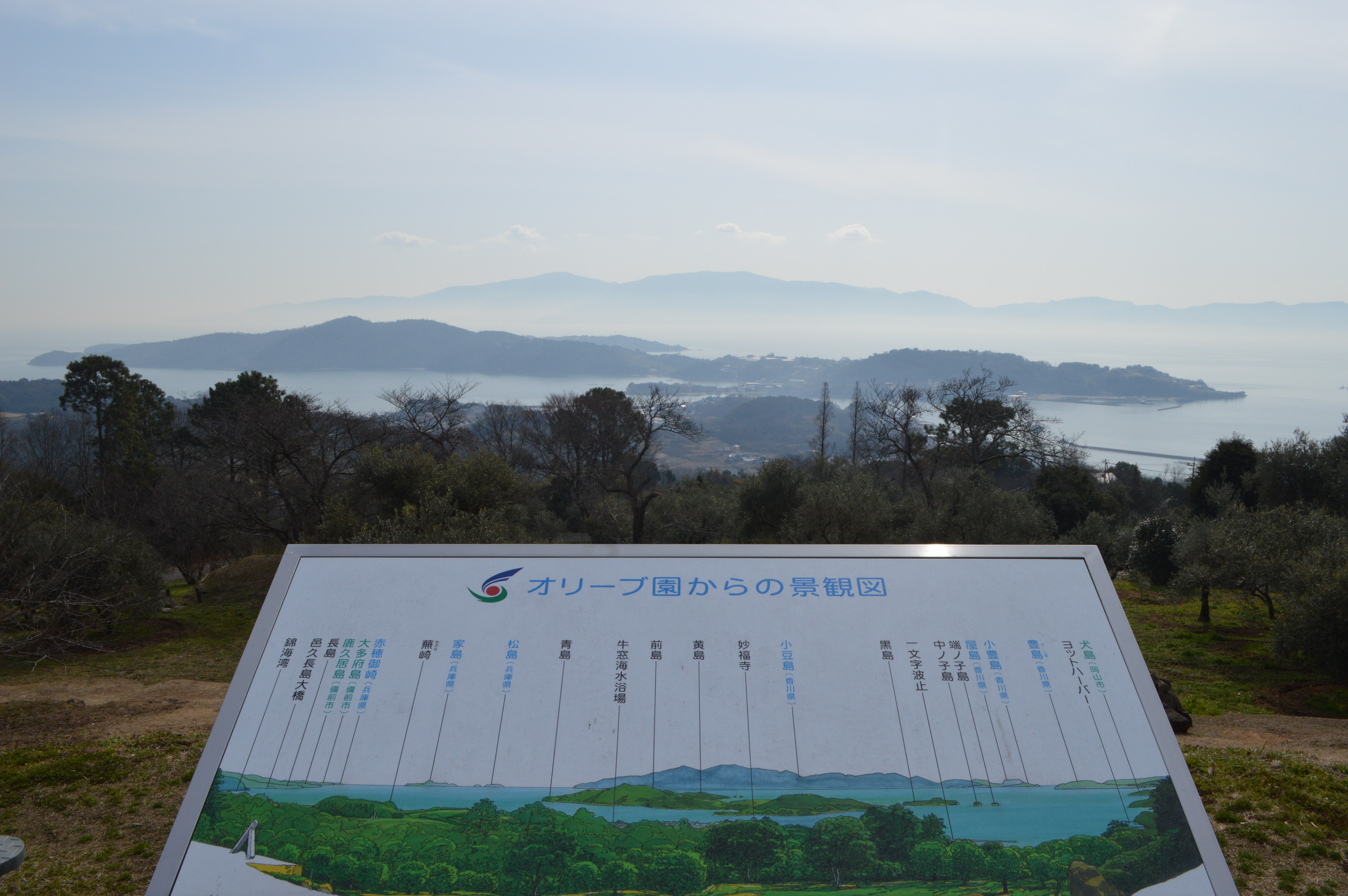
牛窓オリーブ園から見た多島海
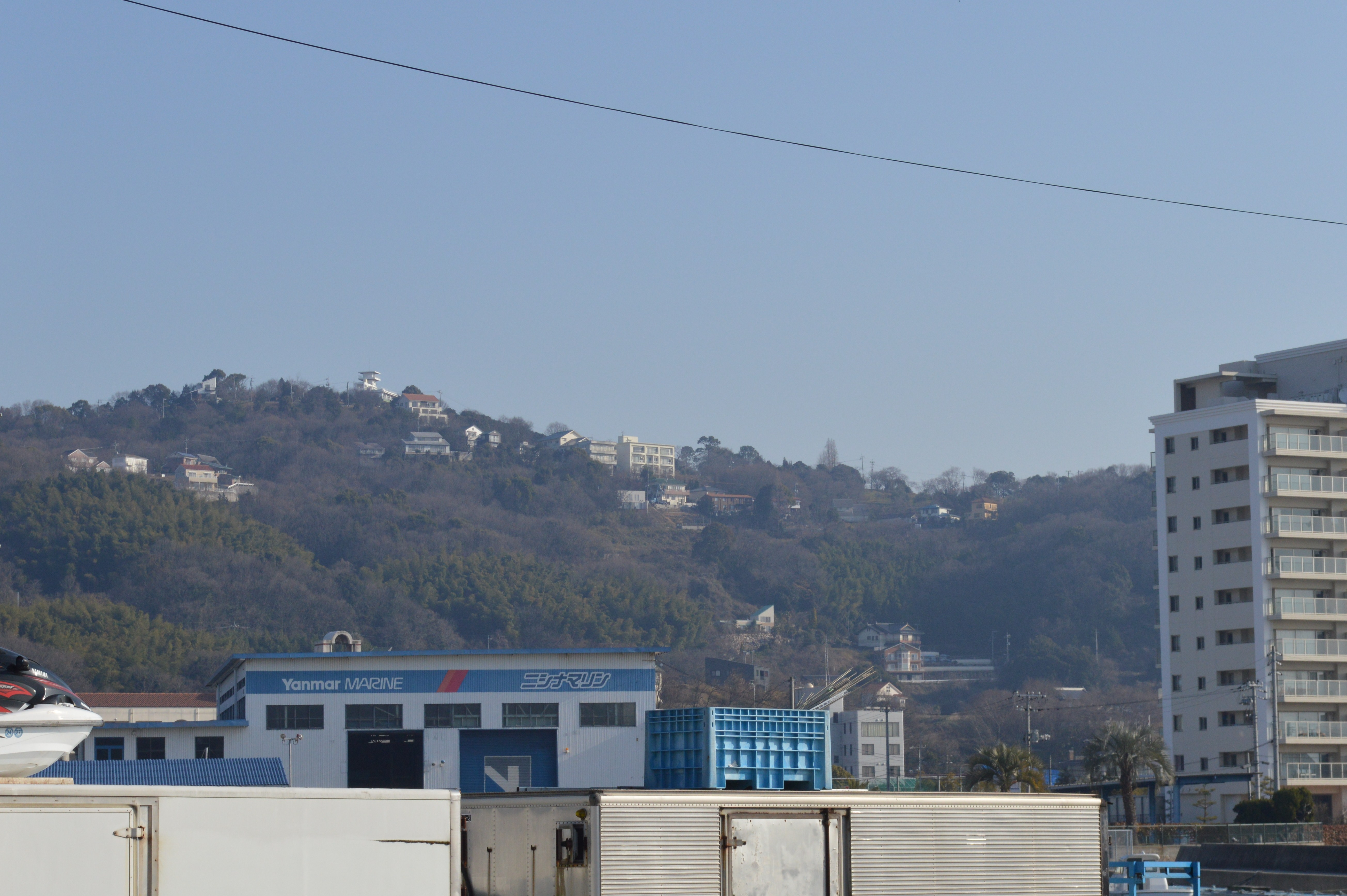
牛窓市街地から見た牛窓オリーブ園
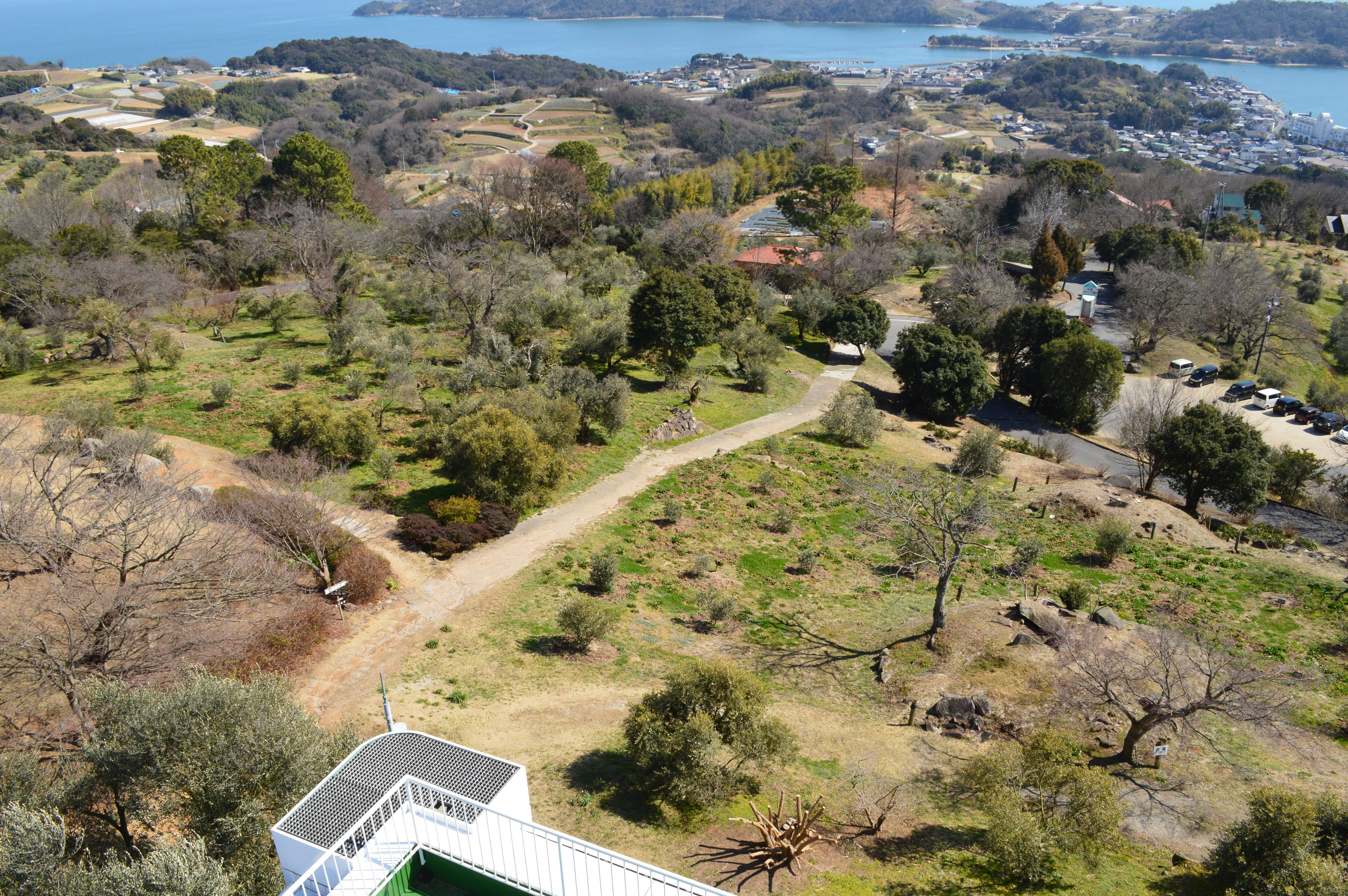
園内にある阿弥陀山古墳群

## 施設
- 山頂施設１F　オリーブショップ
- 山頂施設２F　山の上のロースタリ（カフェ）

## 交通アクセス
- 車で「岡山ブルーライン」邑久ICから県道39号線を牛窓方面に約20分。
- 岡山空港から車で約70分。
- 岡山駅から車で約50分。
- JR赤穂線邑久駅から、東備バス「牛窓行き」乗車。オリーブ園入り口下車（約20分）。そこから徒歩約30分。

## 周辺
- 牛窓国際交流ヴィラ（レストランacca）
- 牛窓ジェラート工房COPiO
- ピクニックレストランポラリス